# Masoud Garakoei
Masoud Garakoei, född i Iran, är en svensk krögare som drev restaurangen Khan Salar i Göteborg tillsammans med sin fru. Han blev känd genom sin kamp mot MC-gänget Bandidos, eftersom han hade vägrat att betala beskyddaravgift.
I december 2006 blev han tillsammans med sin fru Shanaz Garakoei tilldelad utmärkelsen Årets svensk av tidskriften Fokus.
Masoud och Shanaz Garakoei och deras barn ingick 2007 i polisens särskilda personsäkerhetsprogram och fick skyddad identitet.